# Poecilomigas
Genre
Synonymes
- Caedmon O. Pickard-Cambridge, 1904

Poecilomigas est un genre d'araignées mygalomorphes de la famille des Migidae.

## Distribution
Les espèces de ce genre se rencontrent en Afrique du Sud et en Tanzanie.

## Liste des espèces
Selon World Spider Catalog (version 14.0, 2013) :
- Poecilomigas abrahami (O. Pickard-Cambridge, 1889)
- Poecilomigas basilleupi Benoit, 1962
- Poecilomigas elegans Griswold, 1987

## Publication originale
- Simon, 1903 : Descriptions d'arachnides nouveaux. Annales de la Société entomologique de Belgique, vol. 47, p. 21-39 (texte intégral).